# Shin Sang-hoon
Shin Sang-hoon (* 1. August 1993 in Seoul) ist ein südkoreanischer Eishockeyspieler, der seit Januar 2025 bei Zagłębie Sosnowiec aus der Polska Hokej Liga unter Vertrag steht und dort auf der Position des Stürmers spielt. Sein sechs Jahre älterer Bruder Shin Sang-woo ist ebenfalls südkoreanischer Eishockeynationalspieler.

## Karriere
Shin Sang-hoon begann seine Karriere als Eishockeyspieler in der Mannschaft der Jung Dong Highschool. Dort erzielte er in drei Spielzeiten insgesamt 94 Tore und bereitete 96 Treffer vor. Als 19-Jähriger wechselte er in die Mannschaft der Yonsei-Universität. Nach nur einem Jahr dort, machte er sich nach Europa auf und wechselte im Sommer 2013 zu Kiekko-Vantaa in die zweite finnische Liga. Bereits 2014 kehrte er aber nach Südkorea zurück und spielte anschließend für Anyang Halla in der Asia League Ice Hockey. In seiner ersten Saison in der asiatischen Profiliga konnte er mit seinem Team sogleich die Hauptrunde gewinnen, verlor das Playoff-Finale jedoch glatt mit drei Niederlagen gegen die Tōhoku Free Blades aus Japan. 2016 konnte er mit seinem Team dann durch 3:2-Siege im Playoff-Finale gegen den HK Sachalin die Asia League gewinnen. Auch 2017 konnte er mit seiner Mannschaft die Endspielserie gegen das russische Team für sich entscheiden.
Zwischen 2017 und 2019 leistete er seinen Militärdienst ab und spielte für Daemyung Sangmu, den Militärsportverein der koreanischen Streitkräfte, in der koreanischen Meisterschaft. Er gehörte zu den letzten Spielern des Eishockeyprogramms der Streitkräfte. 2019 kehrte er zu Anyang Halla zurück und wurde 2020 Torschützenkönig der Asia League. Im Januar 2022 wechselte der Südkoreaner in die Vereinigten Staaten und schloss sich dort den Atlanta Gladiators aus der ECHL an, lief aber in der Spielzeit 2022/23 auch außerdem zehnmal für Anyang Halla auf. Zur Spielzeit 2023/24 wechselte er zu Anyang Halla zurück, mit dem er 2024 erneut die Asia League gewann. Anschließend ging er erneut in die ECHL und spielte dort für die Norfolk Admirals. wechselte er nach Europa, wo er bei Zagłębie Sosnowiec aus der Polska Hokej Liga unter Vertrag steht.

### International
Für Südkorea nahm Shin Sang-hoon bereits an den U18-Junioren-Weltmeisterschaften 2010, als er zum besten Spieler seiner Mannschaft gewählt wurde, und 2011 teil und gehörte dabei mit insgesamt zwölf Toren in zehn Spielen zu den erfolgreichsten Spielern seines Landes. Nachdem er in der B-Gruppe der Division II der U20-Junioren-Weltmeisterschaft 2013 mit neun Toren in fünf Spielen erneut durch seine Torgefährlichkeit aufgefallen war, wurde er für die anschließende Herren-WM 2013 (Division I) nominiert und gab dort sein Debüt in der A-Nationalmannschaft des asiatischen Landes. Bei dieser ersten WM-Teilnahme erzielte er drei Tore, mit denen er jeweils eine gegnerische Führung egalisierte: Zunächst traf er zum 4:4-Ausgleich beim 5:4 nach Penaltyschießen gegen Gastgeber Ungarn, anschließend erzielte er das 2:2 bei der 5:6-Niederlage gegen Japan und schließlich glich er den frühen Führungstreffer durch Robert Dowd beim 4:1-Erfolg gegen den späteren Absteiger Großbritannien aus. Mit diesem erfolgreichen Einstand bei den Erwachsenen trug er maßgeblich zum Klassenerhalt der Südkoreaner in der Gruppe A der Division I bei. Bei der Weltmeisterschaft im Folgejahr traf er lediglich bei der 4:7-Auftaktniederlage gegen Ungarn und musste mit seiner Mannschaft den Abstieg in die B-Gruppe der Division I hinnehmen. 2015 gelang ihm mit den Asiaten die sofortige Rückkehr in die A-Gruppe. Dort konnten sie sich 2016 dank zweier Siege über Polen (4:1) und Japan (3:0) halten, wobei Shin gegen Japan der Treffer zum 3:0 gelang. Bei der Weltmeisterschaft 2017 gelang sogar der erstmalige Aufstieg in die Top-Division. Dort spielte er dann bei der Weltmeisterschaft 2018, musste aber mit seiner Mannschaft den sofortigen Wiederabstieg hinnehmen. Daraufhin spielte er bei den Weltmeisterschaften 2019, 2022, 2023 und 2024, als er als Torschützenkönig des Turniers (gemeinsam mit dem Slowenen Rok Tičar) auch zum besten Spieler seiner Mannschaft gewählt wurde, erneut in der Division I.
Bei den Winter-Asienspielen 2017 belegte er mit den Südkoreanern Platz zwei hinter Kasachstan. Zudem nahm er auch an den Olympischen Winterspielen 2018 im eigenen Land teil und stand bei den Qualifikationen für die Olympischen Winterspiele in Peking 2022 und in Mailand 2026 für Südkorea auf dem Eis.

## Erfolge und Auszeichnungen
- 2016 Gewinn der Asia League Ice Hockey mit Anyang Halla
- 2017 Gewinn der Asia League Ice Hockey mit Anyang Halla
- 2020 Bester Torschütze der Asia League Ice Hockey
- 2024 Gewinn der Asia League Ice Hockey mit Anyang Halla

### International
| - 2015 Aufstieg in die Division I, Gruppe A, bei der Weltmeisterschaft der Division I, Gruppe B - 2017 Silbermedaille bei den Winter-Asienspielen - 2017 Aufstieg in die Top-Division bei der Weltmeisterschaft der Division I, Gruppe A | - 2019 Bester Torschütze der Weltmeisterschaft der Division I, Gruppe A - 2024 Bester Torschütze der Weltmeisterschaft der Division I, Gruppe A (gemeinsam mit Rok Tičar) |

## Statistik
(Stand: Ende der Saison 2024/25)